# Göta Trägårdh

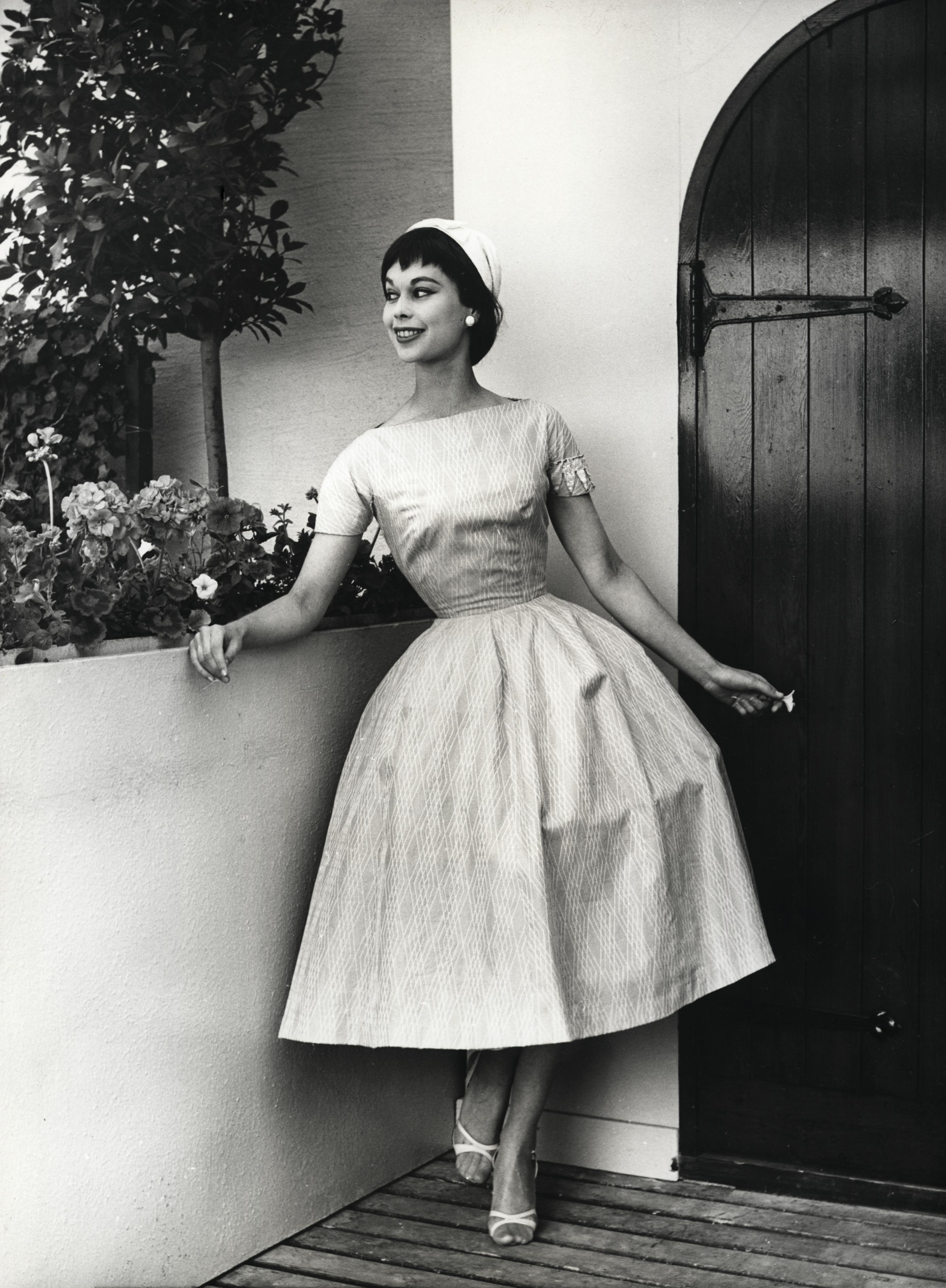
Nordiska Kompaniet visar dammode i samband med H55-utställningen i Helsingborg. På bilden en ung Gunilla Pontén klädd i klänning av cerisefärgad, mönstervävd bomull från Stobo ritad av Göta Trägårdh.

Göta Elisabeth Trägårdh, född Hellström 8 december 1904 i Stockholm, död 26 april 1984 i Hedvig Eleonora församling i Stockholm, var en svensk textilkonstnär och bildkonstnär. 

## Biografi
Göta Trägårdh var dotter till Arvid Hellström och Lisa Fabricius samt gift första gången 1930–1940 med Björn Trägårdh och andra gången 1948–1958 med Gunnar Lundvall. Hon studerade för Sofia Gisberg och Annie Frykholm vid den textila avdelningen på Tekniska skolan i Stockholm 1920–1925. Hon tilldelades ett stipendium från Svenska slöjdföreningen som möjliggjorde att hon kunde vistas i Paris under sommaren innan hon fortsatte sina studier för Olle Hjortzberg vid Kungliga konsthögskolans dekorativa avdelning 1925–1930. Tillsammans med Gunnar Asplund arbetade hon med dekoreringen inför Stockholmsutställningen 1930 och skapade personalens dräkter. Från 1937 medarbetade hon i Svenska Dagbladet som modejournalist där hon själv med teckningar illustrerade sina modereportage. 
Tillsammans med Anders Beckman startade hon Beckmans designhögskola 1939, där hon sedan verkade som lärare i mönsterkomposition och modeteckning och i början av 1940-talet skrev hon dessutom en lärokurs i mode- och stoffteckning för NKI-skolan. Hon var konsult vid Gefle Ångväveri från 1944, konstnärlig ledare vid Stobo AB 1954–1964, konstnärlig rådgivare vid Gamlestadens Fabriker 1964–1975. Hon skapade ett nytt mode som visades på H55-utställningen 1955. Hon har medverkat i en rad internationella konsthantverksutställningar, bland annat Triennalen i Milano.
Som bildkonstnär målade hon naturmotiv i en kraftig stil och tecknade av vardagliga händelser. Hon medverkade med teckningar i Konstakademiens utställning Svart och vitt 1955 och i en utställning på Svensk-franska konstgalleriet i samband med Föreningen Nordiska tecknares kongress i Stockholm 1959. Hon tilldelades Gregor Paulssonstatyetten 1956 och ett statligt resestipendium 1966. Trägårdh finns representerad vid bland annat Röhsska museet och Nationalmuseum i Stockholm.
Göta Trägårdh är begravd på Bromma kyrkogård.